# Castillo rural
Los castillos rurales son construcciones de hábitat rural, usualmente casas de labor o cortijos, fortificadas mediante el levantamiento de muros perimetrales y la edificación de una pequeña torre - atalaya.

## Origen
El castillo rural desciende de la villa romana fortificada, típica del Bajo Imperio Romano, y de la adaptación que supuso la alquería murada musulmana, que se extendió por los territorios de al-Ándalus, sobre todo en época almohade.
Después de la conquista y repartimiento de las tierras tomadas a los musulmanes por los reinos de Castilla y de Aragón, los nuevos propietarios cristianos fortificaron sus haciendas situadas en terrenos fronterizos.
Aunque son muy escasos los castillos rurales que se conservan actualmente, los estudiosos entienden que debieron ser muy numerosos, de conformidad con el gran número de referencias documentales existentes.

## Castillos rurales en Jaén
Los castillos rurales fueron un tipo de construcción muy usual en el Reino de Jaén, tras su conquista y repartimiento. Abundaban en las riberas del Guadalbullón, especialmente en las zonas más próximas a la frontera establecida en el Pacto de Jaén (1246). Así, fuentes históricas citan ejemplos como Torre Bermejuela, en Pegalajar, o el Torreón del Valle, en la Vega de Jaén, u otras muchas de las que sólo se conserva el topónimo o vestigios de su obra: Torre de Maquiz (Mengíbar), Torre de Castro (Torredelcampo), Torre de Martín Agraz, Torretoribio (Villargordo), Torrecilla (Grañena), Cortijo de la Torre ... Sólo en las inmediaciones de Torredelcampo, las fuentes medievales citan el Castil de la Penna, limítrofe con la Torre de donna María, Torre de la Munna y Torresilla del Salado, lo que es una concentración llamativa.
No todos estos castillos rurales han desaparecido. Muchos de ellos aún existen o permanecen ruinas de su fábrica, suficientes como para convertirse en Bienes de interés cultural. Entre ellos, destacan la Torre Olvidada, el Castillo de la Muña, el Castillo de Aldehuela, el Castillo del Peñón o el Castillo de Peñaflor.

## Alquerías muradas en Granada
Las alquerías fortificadas, rodeadas de un muro defensivo y apoyadas usualmente por una torre de mediana envergadura, en la que se protegían los campesinos en momentos de conflicto, fue un modelo muy extendido en el Reino de Granada tanto en época zirí, como durante la dinastía nazarí. Actualmente no quedan muchos ejemplos conservados, aunque sí permanecen en pie algunas fortificaciones vinculadas a este tipo de casas de labor, como es el caso de la Torre de Marchena o de la Torre del Tío Bayo, ambas en el Valle de Lecrín.

## Castillos rurales en Valencia
También en el Reino de Valencia, a partir de 1271, se dan con asiduidad este tipo de construcciones, algunas de las cuales permanecen aún en pie, como el Castillo de Penella, en Alicante. Este castillo tiene su origen en la concesión por el Rey Jaime I de Aragón a Ponce Guillem de Villafranca de las alquerías de Peniella y Formiñán.